# فهرست قنات‌های شهرستان باخرز
جدول زیر براساس آمار وزارت جهاد کشاورزی تهیه شده‌است. فهرست زیر قنات‌های شهرستان باخرز در استان خراسان رضوی را نشان می‌دهد.
| نام قنات      | موقعیت                  | نزدیک‌ترین روستا | طول قنات (متر) | تعداد میله چاه | عمق مادر چاه | دبی (لیتر بر ثانیه) | سطح زیر کشت (هکتار) |
| ------------- | ----------------------- | --------------- | -------------- | -------------- | ------------ | ------------------- | ------------------- |
| آبخیزه        | بخش مرکزی شهرستان باخرز | آبخیزه          | ۵۰۰            | ۱۷             | ۳۰           | ۲۰                  | ۳۲                  |
| ابنیه         | بخش مرکزی شهرستان باخرز | ابنیه           | ۲۵۰۰           | ۵۰             | ۳۵           | ۳۰                  | ۵۹                  |
| ابچه          | بخش مرکزی شهرستان باخرز | باخرز           | ۳۰۰۰           | ۱۰۰            | ۴۵           | ۱۲                  | ۳۰                  |
| ارخود         | بخش مرکزی شهرستان باخرز | ارخود           | ۴۰۰۰           | ۱۶۰            | ۳۰           | ۲۰                  | ۶۵                  |
| اسدابیگ       | بخش مرکزی شهرستان باخرز | باخرز           | ۱۰۰۰           | ۰              | ۰            | ۱۰                  | ۱۶                  |
| اسیا سفید     | بخش مرکزی شهرستان باخرز | مردان‌آباد       | ۳۵۰۰           | ۱۰۰            | ۷۰           | ۲۵                  | ۴۵                  |
| اشتیوان       | بخش مرکزی شهرستان باخرز | اشتیوان         | ۱۵۰۰           | ۷۵             | ۵۰           | ۳۰                  | ۶۴                  |
| اللهی         | بخش مرکزی شهرستان باخرز | اللهی           | ۲۰۰۰           | ۶۰             | ۴۵           | ۲۵                  | ۸۰                  |
| اهنگران       | بخش مرکزی شهرستان باخرز | مردان‌آباد       | ۱۰۰۰           | ۳۵             | ۲۵           | ۳۵                  | ۵۰                  |
| اولیا         | بخش مرکزی شهرستان باخرز | اولیا           | ۰              | ۰              | ۰            | ۱۵                  | ۱۷                  |
| اویان         | بخش مرکزی شهرستان باخرز | اویان           | ۴۰۰            | ۱۵             | ۳۰           | ۳۰                  | ۳۲                  |
| باغ بالا      | بخش مرکزی شهرستان باخرز | کاخچ            | ۱۰۰۰           | ۳۵             | ۲۰           | ۱۵                  | ۵۰                  |
| باقرآباد      | بخش مرکزی شهرستان باخرز | ابنیه           | ۱۵۰۰           | ۴۰             | ۱۲           | ۱۵                  | ۱۳                  |
| باقره         | بخش مرکزی شهرستان باخرز | قلعه نو         | ۲۵۰۰           | ۰              | ۴۰           | ۲۰                  | ۱۵                  |
| باقره         | بخش مرکزی شهرستان باخرز | قلعه نو         | ۱۵۰۰           | ۲۰             | ۴۰           | ۲۰                  | ۱۵                  |
| بالا کوه سفید | بخش مرکزی شهرستان باخرز | کوه سفید        | ۱۰۰۰           | ۳۰             | ۲۵           | ۴۰                  | ۱۳۰                 |
| بزنجرد        | بخش مرکزی شهرستان باخرز | بزنجرد کردیان   | ۵۰۰۰           | ۱۵۰            | ۳۵           | ۳۰                  | ۱۰۷                 |
| بزنجرد        | بخش مرکزی شهرستان باخرز | بزنجرداسلامی    | ۱۷۰۰           | ۵۰             | ۲۵           | ۳۰                  | ۹۶                  |
| بفوچه         | بخش مرکزی شهرستان باخرز | باخرز           | ۲۰۰۰           | ۵۰             | ۴۵           | ۳۰                  | ۴۱                  |
| بوته گز       | بخش مرکزی شهرستان باخرز | گندم شاد        | ۱۵۰۰           | ۵۰             | ۳۵           | ۷                   | ۱۵                  |
| بینی          | بخش مرکزی شهرستان باخرز | باخرز           | ۱۰۰۰           | ۲۰             | ۳۵           | ۳۰                  | ۴۵                  |
| تقی           | بخش مرکزی شهرستان باخرز | ابنیه           | ۳۰۰۰           | ۶۵             | ۴۵           | ۴۵                  | ۸۱                  |
| تنگل قلعه     | بخش مرکزی شهرستان باخرز | کردیان          | ۱۵۰۰           | ۱۵۰            | ۶۰           | ۳۰                  | ۳۰                  |
| تنگل مزار     | بخش مرکزی شهرستان باخرز | تنگل مزار       | ۳۰۰            | ۱۵             | ۲۰           | ۱۵                  | ۲۰                  |
| تنگل ژرف      | بخش مرکزی شهرستان باخرز | چهار طاق        | ۱۲۰۰           | ۲۷             | ۳۵           | ۳۰                  | ۸۲                  |
| ته سرا        | بخش مرکزی شهرستان باخرز | ابنیه           | ۱۰۰۰           | ۳۴             | ۳۵           | ۱۵                  | ۲۷                  |
| تورانبچه      | بخش مرکزی شهرستان باخرز | ابنیه           | ۱۰۰۰           | ۳۰             | ۳۰           | ۸                   | ۸                   |
| تورانه        | بخش مرکزی شهرستان باخرز | تورانه          | ۱۰۰۰           | ۳۰             | ۳۵           | ۱۵                  | ۴۸                  |
| تورانه        | بخش مرکزی شهرستان باخرز | تورانه          | ۲۰۰۰           | ۷۰             | ۵۵           | ۱۵                  | ۴۸                  |
| تیرشاد        | بخش مرکزی شهرستان باخرز | قلعه نوشاملو    | ۱۵۰۰           | ۳۰             | ۳۵           | ۱۸                  | ۵۵                  |
| جعفرآباد      | بخش مرکزی شهرستان باخرز | ارخود           | ۲۰۰۰           | ۳۰             | ۱۵           | ۱۵                  | ۲۸                  |
| جیز‌آباد       | بخش مرکزی شهرستان باخرز | جیز‌آباد         | ۲۰۰۰           | ۵۰             | ۴۰           | ۴۰                  | ۱۲۵                 |
| حاجی‌آباد      | بخش مرکزی شهرستان باخرز | حاجی‌آباد        | ۲۰۰۰           | ۶۰             | ۳۰           | ۳۵                  | ۸۰                  |
| حسن‌آباد       | بخش مرکزی شهرستان باخرز | اشتیوان         | ۲۰۰۰           | ۴۰             | ۵۰           | ۱۲                  | ۳۷                  |
| خواجه         | بخش مرکزی شهرستان باخرز | ارزنه           | ۱۲۰۰           | ۴۰             | ۲۵           | ۲۰                  | ۳۷                  |
| خواجه بیگ     | بخش مرکزی شهرستان باخرز | خواجه بیگ       | ۲۷۰۰           | ۸۰             | ۳۰           | ۲۵                  | ۷۵                  |
| خیجه          | بخش مرکزی شهرستان باخرز | ابنیه           | ۲۵۰۰           | ۶۰             | ۴۰           | ۱۵                  | ۲۴                  |
| خیدیز         | بخش مرکزی شهرستان باخرز | خیدیز           | ۱۵۰۰           | ۵۰             | ۳۰           | ۲۰                  | ۴۰                  |
| داشخانه       | بخش مرکزی شهرستان باخرز | مردان‌آباد       | ۲۰۰۰           | ۴۰             | ۶۰           | ۲۵                  | ۵۲                  |
| دریا خواب     | بخش مرکزی شهرستان باخرز | منج             | ۳۰۰۰           | ۸۷             | ۳۵           | ۲۵                  | ۸۰                  |
| دریجه         | بخش مرکزی شهرستان باخرز | همت‌آباد         | ۳۰۰۰           | ۹۰             | ۳۵           | ۵                   | ۳                   |
| دستگرد        | بخش مرکزی شهرستان باخرز | ارخود           | ۱۵۰۰           | ۵۰             | ۲۰           | ۱۸                  | ۵۰                  |
| ده نو         | بخش مرکزی شهرستان باخرز | ابنیه           | ۱۰۰۰           | ۳۰             | ۳۵           | ۲۵                  | ۵۸                  |
| دهبرزو        | بخش مرکزی شهرستان باخرز | دهبرزو          | ۲۰۰۰           | ۶۰             | ۴۰           | ۲۵                  | ۵۲                  |
| دهنو          | بخش مرکزی شهرستان باخرز | دهنو            | ۵۰۰۰           | ۱۲۰            | ۵۶           | ۲۵                  | ۵۸                  |
| دوست‌آباد      | بخش مرکزی شهرستان باخرز | ابنیه           | ۳۰۰۰           | ۱۰۰            | ۴۵           | ۴۰                  | ۶۶                  |
| رباط          | بخش مرکزی شهرستان باخرز | رباط            | ۲۰۰۰           | ۶۰             | ۲۵           | ۳۶                  | ۲۰                  |
| سالار حسینی   | بخش مرکزی شهرستان باخرز | سالار حسینی     | ۱۰۰۰           | ۴۰             | ۳۵           | ۱۷                  | ۳۷                  |
| سرقی          | بخش مرکزی شهرستان باخرز | باخرز           | ۱۰۰۰           | ۲۰             | ۳۵           | ۲۵                  | ۴۱                  |
| سرچشمه        | بخش مرکزی شهرستان باخرز | ارزنه           | ۱۰۰۰           | ۱۰             | ۳۰           | ۱۰                  | ۶۲                  |
| سنقرآباد      | بخش مرکزی شهرستان باخرز | سنقرآباد        | ۱۵۰۰           | ۳۵             | ۴۵           | ۲۰                  | ۳۶                  |
| سورستان       | بخش مرکزی شهرستان باخرز | سورستان         | ۱۵۰۰           | ۳۵             | ۳۰           | ۱۰                  | ۵۸                  |
| سیاه بالا     | بخش مرکزی شهرستان باخرز | کردیان          | ۱۰۰۰           | ۵۰             | ۴۰           | ۱۵                  | ۲۰                  |
| سیاه لاخ      | بخش مرکزی شهرستان باخرز | سیاه لاخ        | ۲۰۰۰           | ۵۴             | ۳۰           | ۲۵                  | ۳۲                  |
| سید خوردی     | بخش مرکزی شهرستان باخرز | کردیان          | ۱۰۰۰           | ۲۰             | ۵۰           | ۳۰                  | ۳۷                  |
| سیف‌آباد       | بخش مرکزی شهرستان باخرز | باخرز           | ۱۷۰۰           | ۴۰             | ۳۵           | ۳۰                  | ۳۰                  |
| شمس‌آباد       | بخش مرکزی شهرستان باخرز | ابنیه           | ۳۰۰۰           | ۶۵             | ۴۰           | ۲۴                  | ۲۰                  |
| شگل گرد       | بخش مرکزی شهرستان باخرز | اشتیوان         | ۳۰۰۰           | ۶۰             | ۵۰           | ۱۲                  | ۳۷                  |
| فری‌آباد       | بخش مرکزی شهرستان باخرز | فری‌آباد         | ۲۰۰۰           | ۷۰             | ۵۰           | ۳۰                  | ۶۷                  |
| فیض‌آباد       | بخش مرکزی شهرستان باخرز | ارخود           | ۵۰۰۰           | ۲۰۰            | ۵۰           | ۵۰                  | ۵۷                  |
| قلعه خرابه    | بخش مرکزی شهرستان باخرز | کجاب            | ۱۵۰۰           | ۵۰             | ۲۵           | ۱۵                  | ۱۲۰                 |
| قلعه سرخ      | بخش مرکزی شهرستان باخرز | قلعه سرخ        | ۳۵۰۰           | ۵۰             | ۷۰           | ۱۰                  | ۱۰                  |
| قلفان‌آباد     | بخش مرکزی شهرستان باخرز | کلاته کاظم      | ۶۰۰۰           | ۴۰۰            | ۳۵           | ۱۰                  | ۱۹                  |
| لاغری         | بخش مرکزی شهرستان باخرز | تنگل مزار       | ۵۰۰            | ۲۵             | ۳۰           | ۲۵                  | ۱۱                  |
| لطیف‌آباد      | بخش مرکزی شهرستان باخرز | سنقرآباد        | ۱۲۰۰           | ۴۵             | ۴۵           | ۱۹                  | ۱۸                  |
| محلی‌آباد      | بخش مرکزی شهرستان باخرز | کلاته کاظم      | ۲۰۰۰           | ۵۰             | ۴۰           | ۱۵                  | ۲۹                  |
| محمودیه       | بخش مرکزی شهرستان باخرز | کردیان          | ۵۰۰۰           | ۱۲۰            | ۴۰           | ۲۰                  | ۵۵                  |
| مرادآباد      | بخش مرکزی شهرستان باخرز | مرادآباد        | ۰              | ۰              | ۰            | ۱۵                  | ۲۷                  |
| مظفرآباد      | بخش مرکزی شهرستان باخرز | باخرز           | ۱۰۰۰           | ۳۰             | ۳۵           | ۸                   | ۲۲                  |
| مقیطه         | بخش مرکزی شهرستان باخرز | کردیان          | ۵۰۰۰           | ۱۲۵            | ۵۰           | ۵۰                  | ۵۳                  |
| میر پنج       | بخش مرکزی شهرستان باخرز | مردان‌آباد       | ۳۰۰۰           | ۸۰             | ۴۵           | ۲۵                  | ۵۰                  |
| میران         | بخش مرکزی شهرستان باخرز | باخرز           | ۴۰۰۰           | ۲۰۰            | ۷۰           | ۳۰                  | ۴۱                  |
| نائین         | بخش مرکزی شهرستان باخرز | ارخود           | ۲۵۰۰           | ۹۰             | ۱۵           | ۲۰                  | ۵۰                  |
| نصرت‌آباد      | بخش مرکزی شهرستان باخرز | نصرت‌آباد        | ۱۰۰۰           | ۳۵             | ۳۵           | ۳۰                  | ۵۵                  |
| نقاب          | بخش مرکزی شهرستان باخرز | باخرز           | ۱۲۰۰           | ۳۰             | ۳۵           | ۳۰                  | ۳۰                  |
| نقارخانه      | بخش مرکزی شهرستان باخرز | نقارخانه        | ۶۰۰۰           | ۲۰۰            | ۴۵           | ۹۷                  | ۴۰                  |
| نوبهارغلامان  | بخش مرکزی شهرستان باخرز | نوبهارغلامان    | ۲۰۰۰           | ۵۵             | ۳۰           | ۴۰                  | ۵۶                  |
| نوبهارکردیان  | بخش مرکزی شهرستان باخرز | نوبهار کردیان   | ۱۰۰۰           | ۳۰             | ۱۵           | ۲۵                  | ۳۱                  |
| نوروز بیگ     | بخش مرکزی شهرستان باخرز | سورن‌آباد        | ۲۰۰۰           | ۲۰             | ۱۰           | ۰                   | ۰                   |
| نیبد          | بخش مرکزی شهرستان باخرز | مرادآباد        | ۰              | ۰              | ۰            | ۱۰                  | ۱۳                  |
| هفت سو’ی      | بخش مرکزی شهرستان باخرز | هفت سوئی        | ۴۰۰۰           | ۱۰۰            | ۴۵           | ۱۶                  | ۵۲                  |
| ولی بای       | بخش مرکزی شهرستان باخرز | ابنیه           | ۲۰۰۰           | ۶۰             | ۳۵           | ۲۳                  | ۵۵                  |
| پائن کوه سفید | بخش مرکزی شهرستان باخرز | کوه سفید        | ۱۰۰۰           | ۲۵             | ۲۰           | ۴۵                  | ۱۳۰                 |
| پسکوهی        | بخش مرکزی شهرستان باخرز | باخرز           | ۳۰۰۰           | ۱۰۰            | ۴۵           | ۱۰                  | ۳۴                  |
| پشت دریجه     | بخش مرکزی شهرستان باخرز | همت‌آباد         | ۳۰۰۰           | ۹۰             | ۳۵           | ۴                   | ۱۰                  |
| پیرسبزپوش     | بخش مرکزی شهرستان باخرز | کاخچ            | ۵۰۰            | ۱۵             | ۱۰           | ۷                   | ۳۹                  |
| پیرنخود       | بخش مرکزی شهرستان باخرز | گندم شاد        | ۱۰۰۰           | ۳۰             | ۳۰           | ۱۰                  | ۲۰                  |
| چاه سرخ       | بخش مرکزی شهرستان باخرز | مردان‌آباد       | ۱۰۰۰           | ۳۰             | ۲۰           | ۱۵                  | ۳۵                  |
| چهار طاق      | بخش مرکزی شهرستان باخرز | چهارطاق         | ۱۵۰۰           | ۴۲             | ۴۰           | ۳۸                  | ۱۱۸                 |
| کاجه          | بخش مرکزی شهرستان باخرز | ارزنه           | ۲۵۰۰           | ۵۰             | ۴۰           | ۱۵                  | ۳۰                  |
| کاریز گوسفند  | بخش مرکزی شهرستان باخرز | نوبهار          | ۳۰۰۰           | ۶۰             | ۳۵           | ۱۵                  | ۳۰                  |
| کاریزدینار    | بخش مرکزی شهرستان باخرز | ارزنه           | ۲۰۰۰           | ۷۰             | ۴۰           | ۳۰                  | ۱۲۴                 |
| کاریزسبزعلی   | بخش مرکزی شهرستان باخرز | تورانه          | ۱۰۰            | ۵              | ۲۰           | ۱۰                  | ۳۵                  |
| کج آب         | بخش مرکزی شهرستان باخرز | کج آب           | ۴۰۰۰           | ۷۰             | ۴۰           | ۱۵                  | ۱۲۵                 |
| کج النگ       | بخش مرکزی شهرستان باخرز | با’ی            | ۲۰۰۰           | ۵۰             | ۴۵           | ۱۰                  | ۲۱                  |
| کردیان        | بخش مرکزی شهرستان باخرز | کردیان          | ۵۰۰۰           | ۱۲۵            | ۹۵           | ۱۵                  | ۳۰                  |
| کزیچه         | بخش مرکزی شهرستان باخرز | کزیچه           | ۲۰۰۰           | ۷۰             | ۴۰           | ۲۰                  | ۵۶                  |
| کلاته خونی    | بخش مرکزی شهرستان باخرز | کلاته خونی      | ۵۰۰۰           | ۱۵۰            | ۳۰           | ۱۰                  | ۲۸                  |
| کمر سبز       | بخش مرکزی شهرستان باخرز | کمر سبز         | ۳۰۰۰           | ۱۰۰            | ۳۵           | ۳۰                  | ۴۵                  |
| کوخه مرغ      | بخش مرکزی شهرستان باخرز | تورانه          | ۱۰۰            | ۴              | ۲۰           | ۱۰                  | ۲۰                  |
| کولاپ         | بخش مرکزی شهرستان باخرز | کولاپ           | ۱۲۰۰           | ۴۰             | ۴۰           | ۳۵                  | ۵۰                  |
| گرازی         | بخش مرکزی شهرستان باخرز | گرازی           | ۱۰۰۰           | ۵۰             | ۱۰           | ۱۵                  | ۴۸                  |
| گرگاب         | بخش مرکزی شهرستان باخرز | سیدآباد         | ۳۰۰            | ۱۵             | ۲۰           | ۱۵                  | ۲۴                  |
| گزی           | بخش مرکزی شهرستان باخرز | گزی             | ۲۰۰۰           | ۴۵             | ۴۰           | ۱۵                  | ۵۱                  |
| گل می پائین   | بخش مرکزی شهرستان باخرز | ارزنه           | ۱۵۰۰           | ۵۰             | ۳۰           | ۲۰                  | ۶۷                  |
| گل کن         | بخش مرکزی شهرستان باخرز | نقارخانه        | ۵۰۰            | ۲۵             | ۲۰           | ۲۰                  | ۴۸                  |
| گلستان        | بخش مرکزی شهرستان باخرز | همت‌آباد         | ۴۰۰۰           | ۱۳۰            | ۷۰           | ۱۷                  | ۵۲                  |
| گندم شاد      | بخش مرکزی شهرستان باخرز | گندم شاد        | ۳۰۰۰           | ۸۰             | ۳۵           | ۳۰                  | ۴۲                  |